# Aiglepierre
Aiglepierre település Franciaországban, Jura megyében. Lakosainak száma 424 fő (2022. január 1.). Aiglepierre Mouchard, Arbois, Les Arsures, Marnoz, Montigny-lès-Arsures, Pagnoz és Pretin községekkel határos.

## Népesség
A település népességének változása:
| Lakosok száma | 220  | 301  | 357  | 397  | 422  | 417  | 436  | 444  | 441  | 424  |
|               | 1968 | 1982 | 1990 | 2006 | 2013 | 2015 | 2017 | 2019 | 2020 | 2022 |